# NGC 2079
NGC 2079 ist die Bezeichnung eines Emissionsnebels im Sternbild Dorado.
Das Objekt wurde am 24. Dezember 1836 von dem Astronomen John Herschel entdeckt.